# Feldhandball
Feldhandball ist der Vorgänger des Hallenhandballs. Es gibt zwei Varianten: Großfeldhandball und Kleinfeldhandball. Heutzutage wird Großfeldhandball nur noch vereinzelt gespielt. Die Geschichte des Handballs wird im Hauptartikel Handball behandelt. Die deutschen Meister und die DDR-Meister im Feldhandball finden sich unter Deutsche Handballmeister. In sechs Sommerspielzeiten von 1967 bis 1973 existierte eine Feldhandball-Bundesliga.

## Großfeldhandball
Früher war Großfeldhandball besonders im deutschsprachigen Raum eine populäre Sportart. 1953 und 1954 gab es zum Beispiel zwei Länderspiele im Augsburger Rosenaustadion gegen Österreich und Schweden, denen 35.000 bzw. 40.000 Zuschauer beiwohnten. Das Spiel gegen Schweden wurde als „Kampf der Giganten“ tituliert. Das Finale um die Deutsche Feldhandball-Meisterschaft 1954 (Frisch Auf Göppingen – TuS Lintfort 18:8) im Stuttgarter Neckarstadion besuchten 25.000 Zuschauer. Zum Sichtungsspiel für die Weltmeisterschaft 1959 kamen 93.000 Zuschauer ins Leipziger Zentralstadion.
1959 gewann die DDR-Nationalauswahl einen innerdeutschen Vergleich gegen die Nationalmannschaft der Bundesrepublik und wurde danach zur DDR-Mannschaft des Jahres gewählt.
Bei den sieben Weltmeisterschaften der Männer siegten fast ausschließlich deutsche Mannschaften: Erst 1936 mit 23:0 gegen die Schweiz, dann 1952, 1955, 1966 die aus der Bundesrepublik (im Endspiel gegen die DDR), 1959 eine gesamtdeutsche Mannschaft und 1963 die aus der DDR. Einzige Ausnahme ist die erste Weltmeisterschaft nach dem Zweiten Weltkrieg im Jahre 1948, als der Titel nach Schweden ging; infolge des Krieges durfte keine deutsche Mannschaft teilnehmen.

## Die Regeln

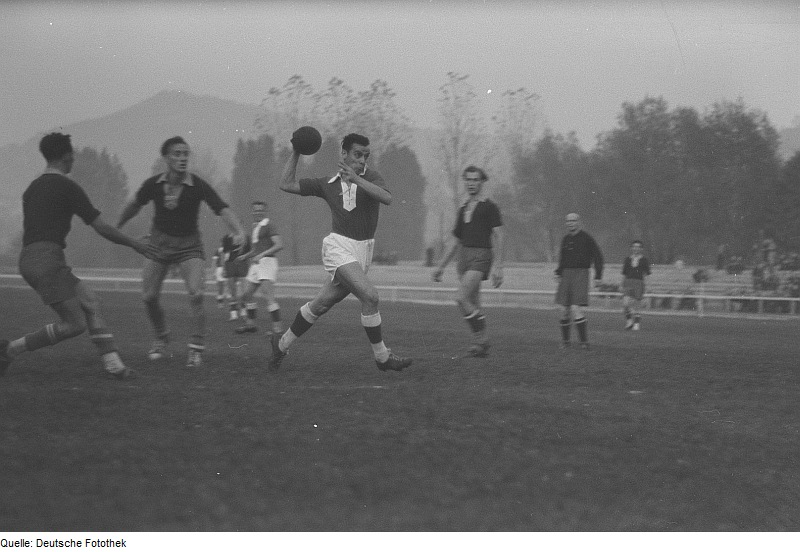
Feldhandballspiel in Jena, 1953

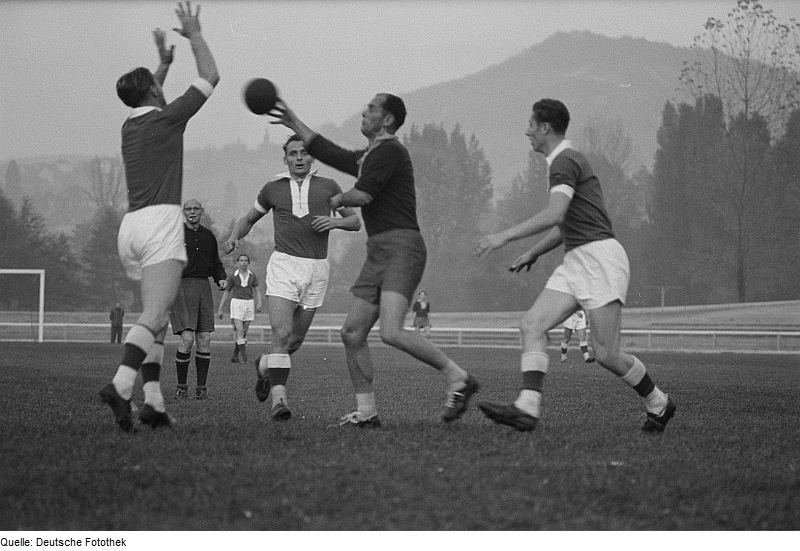
Feldhandballspiel in Jena, 1953

Die Regeln wurden wiederholt geändert, um die Sportart attraktiver zu gestalten und insbesondere auch den seit den 1950er Jahren absehbaren Niedergang des Großfeldspiels zu stoppen.
Ab dem Beginn des Jahres 1950 wurden zunächst nur in Deutschland in mehreren Stufen einige Regeländerungen getestet, die 1956 größtenteils in das IHF-Regelwerk aufgenommen wurden.
Um dem zuletzt stark abwehrbetonten Spiel (Betonsystem) entgegenzuwirken, wurden in der Spielzeit 1949/50 verschiedene Regeländerungen zunächst nur in Deutschland getestet. In der Herbstrunde wurde noch mit den bisher gültigen Regeln mit Linienabseits (wie beim Eishockey) mit einer Abseitslinie bei 16,50 Meter gespielt. Für die regionalen Endrunden wurde die Abseitslinie zunächst auf 30 Meter vorgezogen. In der Endrunde um die deutsche Meisterschaft 1950 wurde schließlich vollständig auf Abseits verzichtet (Die Spielzeit 1949/50 wurde mithin nach drei verschiedenen Regelwerken gespielt). Zugleich wurde die Mindestdistanz bei einem Freiwurf von 15 auf 17 Meter Torentfernung erhöht und die gestrichelte Freiwurflinie eingeführt. Die bis dahin häufig verhängten Strafecken wurden zugunsten von Freiwürfen aus dem Feld beinahe vollständig abgeschafft.
1953 wurde die Regel Mannschaft außer Spiel und die damit verbundene Dreiteilung des Spielfeldes testweise ebenfalls nur in Deutschland eingeführt. Fortan durften sich in jeder der beiden Angriffszonen, die 35 Meter vor dem Tor begannen, nur noch sechs Feldspieler jeder Mannschaft aufhalten.
Durch den Wegfall des Abseits und die veränderten Freiwurfregeln hatte die Anzahl der erzielten Treffer deutlich zugenommen. Um wiederum dieser Torflut entgegenzuwirken, wurden 1955 weitere Veränderungen an der Spielfeldgestaltung vorgenommen, so wurde der Wurfkreis von bis dahin 11 auf zunächst 14 Meter erweitert und damit auch die Freiwurfdistanz (die an die Ausmaße des Wurfkreises gekoppelt war) auf 20 Meter erhöht. Die Distanz für einen Strafwurf wurde von 13 auf 14 Meter erhöht. Diese Spielfeldmaße fanden nur in der Saison 1955/56 im Bereich des DHB Anwendung. Ihre Auswirkungen können an deutlich geringeren Torzahlen in der Spielzeit 1955/56 gegenüber den Vorjahren abgelesen werden.
Mit der Aufnahme der meisten der obigen Testregeln in das internationale Regelwerk im September 1956 wurden Wurfkreis und Freiwurflinie endgültig auf 13 bzw. 19 Meter Torentfernung festgelegt. Die Strafwurfdistanz bei 14 Metern wurde beibehalten. Auch die Dreiteilung des Spielfeldes und die daran gekoppelte Mannschaft-außer-Spiel-Regel wurden übernommen.
Die wichtigsten Regeln nach dem letzten Stand des IHF-Regelwerks waren:
- Großfeldhandball wird auf einem Sportplatz gespielt, der einem Fußballplatz entspricht (Länge 90–100 m; Breite 55–65 m).
- Gespielt wird mit zwei Mannschaften, die jeweils 11 Feldspieler (1 Auswechselspieler) und 2 Torleute umfassen, die jederzeit fliegend eingewechselt werden können. Eine Mannschaft auf dem Feld besteht aus 10 Feldspielern sowie einem Torwart.
- Die beiden Torraum-Spielfelddrittel dürfen nur mit höchstens 6 Spielern einer Mannschaft (Torwart nicht mitgerechnet) betreten werden. Bei Überschreitung erhält die gegnerische Mannschaft einen Freiwurf (Abseitsregel – ähnlich der im Eishockey).
- Das Tor ist 7,32 m × 2,44 m groß. Es entspricht also einem Fußballtor. Der Torraum wird geschaffen, indem vor dem Tor in 13 m Abstand von der Mitte des Tores (Torlinie) ein Halbkreis gezogen wird. Dieser darf nur vom eigenen Torwart betreten werden. Die Freiwurflinie befindet sich mit 6 m Abstand parallel zum Wurfkreis in 19 m Abstand zum Tor. Ferner gibt es einen 14 m von der Tormitte entfernten kurzen Strich, der die Wurfmarke für einen Strafwurf (14 m) darstellt.
- Das Spielfeld wird durch zwei zu den Torlinien parallelen Linien, je 35 m vor dem Tor, in drei Spielfeldabschnitte (zwei Torraumabschnitte und einen Mittelabschnitt) eingeteilt. Die Markierung der Spielfeldabschnitte erfolgt mit einer Linie und mit 8 Fahnen an den Seitenlinien.
- Die Zeitstrafen betragen 5 oder 10 Minuten. Verwarnungen und Disqualifikationen werden nicht mittels Karten ausgesprochen. Sie werden dem schuldigen Spieler oder Trainer direkt mitgeteilt. Bei einer Verwarnung hat der Schiedsrichter zusätzlich mit geballter Faust den Arm zu heben, damit auch deutliche Kenntnis von der Verwarnung zu nehmen ist. Es gibt zudem einen Ausschluss (der Ausgeschlossene darf nicht ersetzt werden) und eine Disqualifikation (der Disqualifizierte darf ersetzt werden).
- Den wohl wichtigsten Unterschied zum Hallenhandball betrifft die Prellregelung beim Ballführen. Im Gegensatz zur Regel in der Halle darf der Ball zwischen dem Prellen gefangen werden und anschließend wieder weiter geprellt werden.
- Entgegen der Halle gibt es auch dann Eckball, wenn der Ball vom Torwart über die eigene Torauslinie befördert wird.
- Beim Schiedsrichterball wird der Ball nicht wie beim Hallenhandball hoch in die Luft geworfen, sondern fest auf dem Boden aufgeprellt, wobei alle Spieler mindestens 6 m vom Schiedsrichter entfernt sein müssen.
- Das Spiel wird von einem Schiedsrichter geleitet. Unterstützt wird er von zwei Torrichtern, die auch das Einhalten der Abseitsregel kontrollieren.

Die Regeln weichen von den Regeln des Hallenhandballs noch in weiteren Punkten ab.

## Saison (DHB)

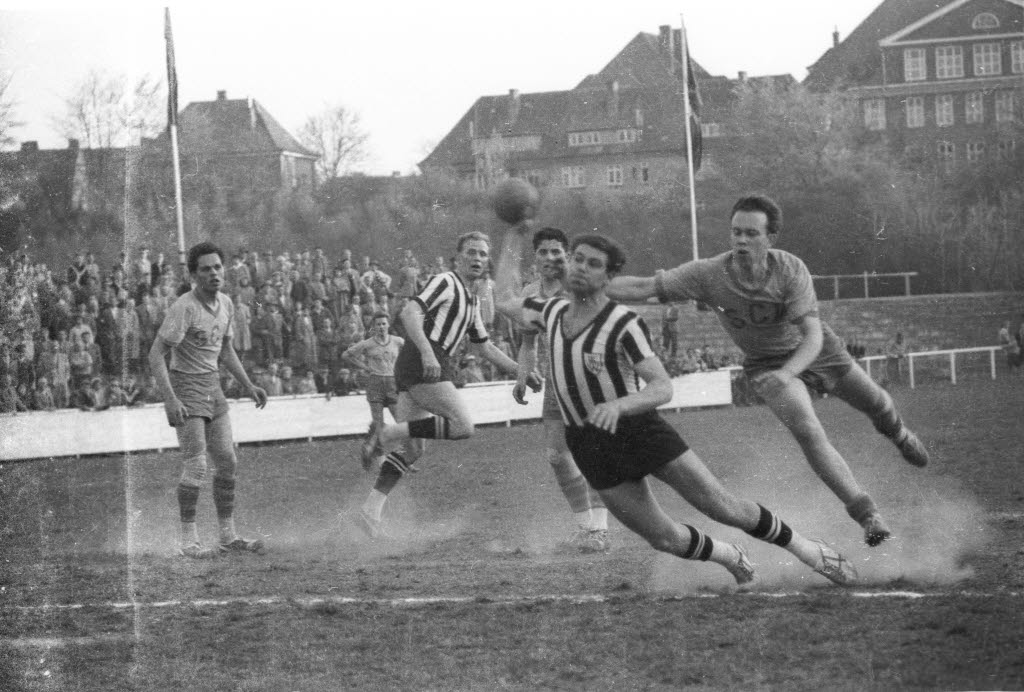
THW Kiel gegen Viktoria Hamburg, Endrunde um die Deutsche Meisterschaft im Feldhandball, 12. Mai 1957

Seit der Aufnahme des Hallenspielbetriebs in Westdeutschland ab 1946 bestand das Spieljahr bis zur Spielzeit 1957/58 aus zwei Feldperioden und einer zwischengeschobenen Hallenperiode. Im Herbst wurden zunächst die Landesverbandsmeisterschaften (regulärer Ligabetrieb) im Feldhandball abgehalten. Anschließend folgte in der „Winterpause“ des Feldhandballs ab Mitte November bis März der Spielbetrieb im Hallenhandball mit Landes-, Regional- und Deutscher Meisterschaft. Im Anschluss an die Hallensaison folgte die Fortsetzung der Feldsaison mit Regionalmeisterschaften und Deutscher Meisterschaft. Das Spieljahr dauerte dabei regulär von Juli bis Juni. Teilweise bis in die 1960er Jahre hinein existierte dabei in einigen Landesverbänden kein landesweiter Ligabetrieb für Hallenhandball, sondern es wurden verschieden gestaltete Turnierrunden ausgetragen. Als letzter Landesverband richtete der HV Niederrhein erst ab der Saison 1967/68 ein Ligasystem für Hallenhandball ein.
Mit der Spielzeit 1958/59 wurde der Spielrhythmus im DHB geändert (wobei nicht alle Landesverbände die Änderungen sofort nachvollzogen). Fortan begann das Spieljahr mit der Hallensaison von November bis März, anschließend wurde die Feldsaison ausgetragen, die nun bis Ende Oktober (1959 sogar bis zum 8. November) dauern konnte. Somit sind die Feldhandballsaisons ab 1959 nur mit dem Kalenderjahr zu bezeichnen (das gesamte Spieljahr jedoch weiterhin mit der Doppelzahl, die Feldsaison 1959 gehört zum Spieljahr 1958/59). Die zeitlichen Anteile verschoben sich später zugunsten einer längeren Hallensaison. Während der jeweiligen Saison durften keine Punktspiele der jeweils anderen Unterart ausgeführt werden. Auch die Jugend- und Damenmannschaften durften während der Feldsaison nicht in der Halle spielen, sondern mussten eine Kleinfeldrunde im Freien spielen. So gab es also in jedem Jahr einen Feld- und einen Hallenmeister. Die Großfeldmeisterschaft der Frauen wurde 1968 letztmals ausgetragen, bis 1973 spielten die Damen in der Sommersaison eine Kleinfeldmeisterschaft.

## Entwicklung zum Hallenhandball

### Wetterabhängigkeit
Gegen Ende der 1960er Jahre wurde Feldhandball zusehends vom Hallenhandball verdrängt. Der Grund für diese Entwicklung war in erster Linie die Abhängigkeit vom Wetter, welche die Verbreitung des Sports im Freien vor allem im Norden Europas deutlich hemmte. Gerade in den skandinavischen Ländern war die Zeit, in der Feldhandball ausgetragen werden konnte, aufgrund der dort vorherrschenden klimatischen Bedingungen stark beschränkt.

### Bodenbelag
Die Verlegung des Handballsports in die Halle hatte des Weiteren – abgesehen von der Wetterunabhängigkeit – den Vorteil, dass man auf einem ebenen Bodenbelag spielen konnte. Somit waren gleiche Wettkampfbedingungen gewährleistet, was bei den Naturböden bislang nicht der Fall war. Da die meisten Vereine in der damaligen Zeit nicht über einen Rasenplatz verfügten, wurde meist auf mehr oder weniger rauen Hartplätzen gespielt. Dies führte dazu, dass viele Spieler die ganze Feldhandballsaison über etliche Schürfwunden hatten. Das Spielen auf den steinlosen, ebenen Hallenböden war wesentlich angenehmer und komfortabler.

### Spieltempo
Durch die notwendige Verkleinerung des Spielfeldes und ein angepasstes Regelwerk wurde darüber hinaus das Tempo des Spiels deutlich angehoben. Im Gegensatz zum Feldhandball, wo in der Regel im Mittelfeld wenig passierte, erstreckten sich beim Hallenhandball die Aktionen über das gesamte Spielfeld. Eine geschickte Raumausnutzung wurde für den Erfolg immer entscheidender. Durch das dadurch abwechslungs- und trickreichere Spiel gewann der Hallensport mit der Zeit immer neue Anhänger und ersetzte immer mehr das Spiel auf dem Großfeld.

### Internationale Entwicklung
In Skandinavien war bereits seit den dreißiger Jahren das Hallenspiel populär. Eine Variante des Hallenhandballs unter freiem Himmel, der sogenannte Kleinfeldhandball, setzte sich nach dem Zweiten Weltkrieg insbesondere in Südosteuropa durch, wo das Wetter warm und nutzbare Hallen rar waren, kleine Spielflächen im Freien jedoch zur Verfügung standen. Noch in den 1980er Jahren wurden Meisterschaftsspiele der jugoslawischen Bundesliga – zu dieser Zeit eine der stärksten Hallenhandball-Ligen der Welt – regelmäßig unter freiem Himmel ausgetragen.

#### Gründe für den Weg in die Bedeutungslosigkeit
Feldhandball auf dem Großfeld war in Deutschland bis in die 1970er-Jahre im Spitzensport ein Zuschauermagnet. Herbert Lübking erinnert sich, dass das letzte Endspiel um die Deutsche Feldhandballmeisterschaft 1975 10.000 Zuschauer anlockte. Wesentlich für den Niedergang des internationalen Feldhandballs war für ihn, dass die spielstarken Staaten des damaligen Ostblocks, aber auch Spanien und Frankreich, zu Beginn der 1970er Jahre ihre handballerischen Freiluft-Aktivitäten einstellten, um sich ganz auf das Spiel in der Halle zu konzentrieren. Schon zuvor war Feldhandball in den nördlichen wie auch in den südlichen Ländern Europas weniger populär gewesen als in Mitteleuropa, wohingegen das Hallen- und Kleinfeldspiel – gesamteuropäisch betrachtet – deutliche Popularitätsvorteile genoss.

### Olympische Spiele
Im Oktober 1965 beschloss das IOC auf seiner LXIV. Session in Madrid, nur Hallenhandball ab 1972 in das Programm der Olympischen Spiele aufzunehmen, Feldhandball jedoch nicht. Die alleinige Aufnahme des Hallenhandballs in das olympische Programm – Feldhandball hatte bereits 1936 einmalig zum selbigen gehört – gab schließlich den endgültigen Ausschlag für den Hallenhandball, da die meisten internationalen Verbände sich fortan auf das Hallenspiel konzentrierten. In der DDR wurde beispielsweise der Spielbetrieb der erst mit dem während der entscheidenden IOC-Session laufenden Spieljahr 1965/66 eingleisig gestalteten Feld-Oberliga mit Ende der darauffolgenden Spielzeit komplett eingestellt und fortan nur noch das Hallenspiel wettbewerbsmäßig betrieben.

### Weltmeisterschaften
Das IOC folgte mit seiner Einschätzung der Entwicklung bei den Feldhandball-Weltmeisterschaften, für die schon Ende der fünfziger Jahre nur noch mit Mühe Teilnehmer gefunden werden konnten, zumal die beiden deutschen Nationalmannschaften die internationale Szene klar dominierten und während ihrer gesamten Turniergeschichte kein einziges WM-Spiel gegen die Mannschaft einer anderen Nation verloren hatten – die einzige deutsche WM-Niederlage war das 7:14 der Bundesrepublik im Finale 1963 gegen die DDR. Die Austragung von internationalen Feldhandball-Turnieren wurde in der Folgezeit schrittweise reduziert. Die Weltmeisterschaft 1966, die die Bundesrepublik Deutschland vor der DDR gewinnen konnte (das über den Titel entscheidende Endgruppenspiel endete 15:15-Remis), war die letzte internationale Großveranstaltung in dieser Sportart. Eine für 1969 geplante Weltmeisterschaft musste aus Teilnehmermangel abgesagt werden.

### Nationale Meisterschaften
Bereits 1967 wurde in der DDR der Feldhandball-Spielbetrieb eingestellt. In der Bundesrepublik wurde länger am Feldspiel festgehalten, die Bundesliga nahm ihren Betrieb zum Beispiel sogar erst nach der IOC-Entscheidung von 1965 im Frühjahr 1967 auf. Sie wurde bis 1973 ausgespielt und dann abgeschafft. Zwei Jahre lang wurden anschließend noch Regionalligen ausgetragen und deutsche Meister ermittelt. Das Zuschauerinteresse war seit Ende der 1960er Jahre stark gesunken. Wohnten Endspielen vorher teilweise mehr als 30.000 Zuschauer bei – der Rekord wurde 1965 beim Endspiel zwischen dem BSV Solingen und Grün-Weiß Dankersen in Wuppertal mit 35.000 Anwesenden aufgestellt –, so fanden sich zum Finale von 1973 bereits weniger als 4.000 Besucher ein. Die letzte deutsche Meisterschaft der Männer wurde im Jahr 1975 ausgespielt. Letzter Deutscher Meister wurde die TSG Haßloch, die sich im Endspiel, dem letzten offiziellen Feldhandballspiel überhaupt, am 10. August 1975 im Stadion an der Oberfelder Allee in Lübbecke mit 15:14 beim gastgebenden TuS Nettelstedt durchsetzte. Nach diesem „Finale“ wurde die Sportart Feldhandball national für beendet erklärt.
Situation in der Schweiz: Die Nationalliga wurde unter verschiedenen Namen von 1932 bis 1971 ausgetragen. Ein SHV-Grossfeld-Cup wurde 1943 eingeführt und wird noch ausgetragen. Es ist der älteste aktive Wettbewerb in der Schweiz. 2015 wurde überdies ein neues Turnier ins Leben gerufen, die Winterthurer Grossfeldtrophy, die als Qualifikation zum Grossfeld-Cup dient.

## Kleinfeldhandball
Bei Kleinfeldhandball handelt es sich de facto um dasselbe Spiel wie Hallenhandball, das lediglich im Freien gespielt wird. Gespielt werden kann auf Rasen, Asche oder Kunststoffbelägen. International war Kleinfeldhandball besonders in südosteuropäischen Ländern noch bis in die 1980er Jahre hinein der übliche Standard für Handballspiele (statt Hallenhandball). Zum Beispiel wurde die luxemburgische Landesmeisterschaft bis 1975 nur auf dem Kleinfeld ausgetragen. Teilweise wurden Meisterschaftsspiele auch je nach Wetterlage variabel in der Halle oder auf dem kleinen Außenfeld gespielt. In Deutschland verbreitete sich das Kleinfeldspiel dagegen kaum. Von 1969 bis 1973 wurden im DHB die Sommer-Meisterschaftsspiele der Frauen statt auf dem Großfeld auf dem Kleinfeld ausgetragen. Auch die letzten Regionalmeisterschaften der Männer im Norddeutschen Handballverband (1973 bis 1975) wurden auf Kleinfeld gespielt. In der DDR gab es nach der frühen Einstellung des Großfeldspielbetriebes (bereits 1967) als Ersatz mehrere Sommermeisterschaften der Oberligamannschaften auf dem Kleinfeld, die jedoch kaum Resonanz fanden und bald durch Hallenwettbewerbe (Turniermeisterschaft) abgelöst wurden. Heute ist Kleinfeldhandball nur auf speziellen Turnieren im Sommer und zumeist auf Rasen üblich. Häufig handelt es sich dabei um mehrtägige Veranstaltungen für Jugendmannschaften. Ein Vorteil ist dabei dass, je nach Mannschaftszahl, auf mehreren Spielfeldern gleichzeitig gespielt werden kann, was Turniere mit relativ großer Teilnehmerzahl und in verschiedenen Altersklassen gleichzeitig ermöglicht. So nahmen im Sommer 2011 mehr als 180 Mannschaften aus fast 90 Vereinen am Hamborner Löwencup, dem größten Kleinfeldturnier Deutschlands, teil. Offizieller Wettbewerbssport wird auf dem Kleinfeld in Deutschland nicht mehr betrieben.